# Bob Murdoch (Eishockeyspieler, 1954)
Robert Lovell „Bob“ Murdoch (* 29. Januar 1954 in Cranbrook, British Columbia) ist ein ehemaliger kanadischer Eishockeyspieler, der im Verlauf seiner aktiven Karriere zwischen 1974 und 1980 unter anderem 260 Spiele für die California Golden Seals, Cleveland Barons und St. Louis Blues in der National Hockey League (NHL) auf der Position des rechten Flügelstürmers bestritten hat. Sein jüngerer Bruder Don Murdoch war ebenfalls professioneller Eishockeyspieler.

## Karriere
Murdoch verbrachte den Beginn seiner Karriere in seiner Geburtsstadt Cranbrook in der Provinz British Columbia, wo er zunächst bis 1973 für die Cranbrook Colts in der Kootenay International Junior Hockey League (KIJHL) auflief. Anschließend verbrachte der Flügelstürmer eine weitere Saison bei den Cranbrook Royals in der Western International Hockey League (WIHL), nachdem er im Vorjahr auch einmal für die Edmonton Oil Kings in der höherklassigen Juniorenliga Western CanadaHockey League (WCHL) auf dem Eis gestanden hatte.
Im Oktober 1974 wurde der ungedraftete Angreifer von den California Golden Seals aus der National Hockey League (NHL) unter Vertrag genommen. Das Management setzte Murdoch in der Saison 1974/75 zunächst bei ihrem Farmteam, den Salt Lake Golden Eagles, in der Central Hockey League (CHL) ein. Dort überzeugte der Stürmer, der in 87 Spielen inklusive der Playoffs insgesamt 75 Scorerpunkte sammelte. Am Saisonende gewann er mit den Golden Eagles den Adams Cup und wurde zudem mit der Berufung ins Second All-Star Team der Liga persönlich ausgezeichnet. Zum Spieljahr 1975/76 schaffte der Kanadier daher den Sprung in den NHL-Kader der California Golden Seals. Mit 49 Punkten in 78 Einsätzen absolvierte er eine beachtliche Rookiesaison. Folglich blieb er dem Franchise auch nach dem Umzug nach Cleveland und der Umbenennung in Cleveland Barons über die Spielzeit hinaus erhalten. Murdoch verbrachte zwei Jahre bei den Barons als NHL-Stammspieler, bis diese nach der Saison 1977/78 mit den Minnesota North Stars fusionierten und die Spielermasse der Barons im Juni 1978 an die North Stars überging.
Der Organisation der Minnesota North Stars gehörte der Kanadier jedoch nur knapp zwei Monate an, da Minnesota ihn im August desselben Jahres an die St. Louis Blues verkaufte. Somit verbrachte Murdoch die Saison 1978/79 bei den Blues. Zudem kam er auch wieder zu einigen Einsätzen bei den Salt Lake Golden Eagles in der CHL. Für Salt Lake lief er aber der folgenden Spielzeit hauptsächlich auf, obwohl sich die St. Louis Blues seine Transferrechte im NHL Expansion Draft 1979 vor der Auswahl durch die Nordiques de Québec hatten schützen lassen. Des Weiteren kam er im Saisonverlauf bei den Adirondack Red Wings in der American Hockey League (AHL) zu Einsätzen, ehe er sich im Sommer 1980 im Alter von 26 Jahren aus dem Profigeschäft verabschiedete und in seine Geburtsstadt zurückkehrte. Dort war er in der Folge zahlreiche Jahre im Amateurbereich weiter aktiv.

## Erfolge und Auszeichnungen
- 1975 Adams-Cup-Gewinn mit den Salt Lake Golden Eagles
- 1975 CHL Second All-Star Team

## Karrierestatistik
(Legende zur Spielerstatistik: Sp oder GP = absolvierte Spiele; T oder G = erzielte Tore; V oder A = erzielte Assists; Pkt oder Pts = erzielte Scorerpunkte; SM oder PIM = erhaltene Strafminuten; +/− = Plus/Minus-Bilanz; PP = erzielte Überzahltore; SH = erzielte Unterzahltore; GW = erzielte Siegtore; 1 Play-downs/Relegation; Kursiv: Statistik nicht vollständig)